# Xã Republican, Quận Clay, Kansas
Xã Republican (tiếng Anh: Republican Township) là một xã thuộc quận Clay, tiểu bang Kansas, Hoa Kỳ. Năm 2010, dân số của xã này là 1.142 người.